# Lechtalské Alpy

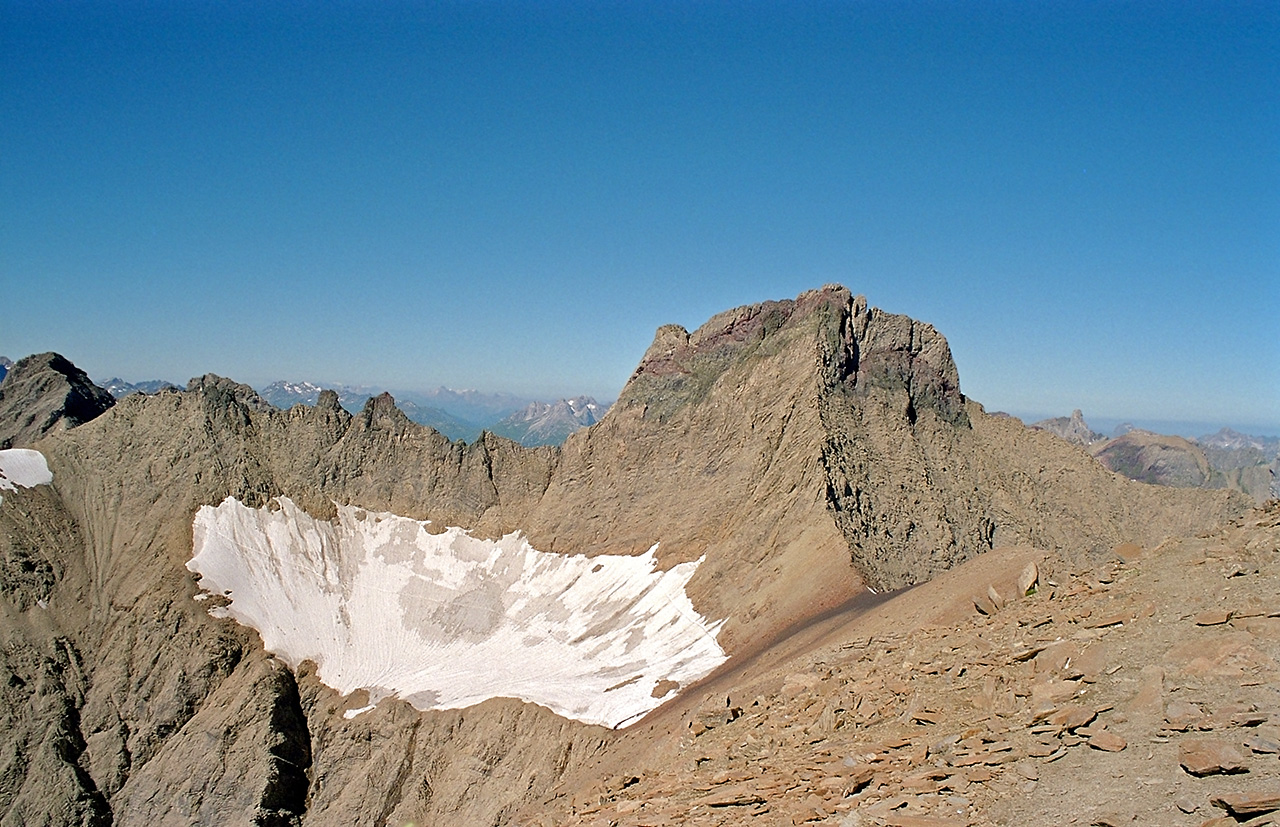
Parseierspitze - 3036 m

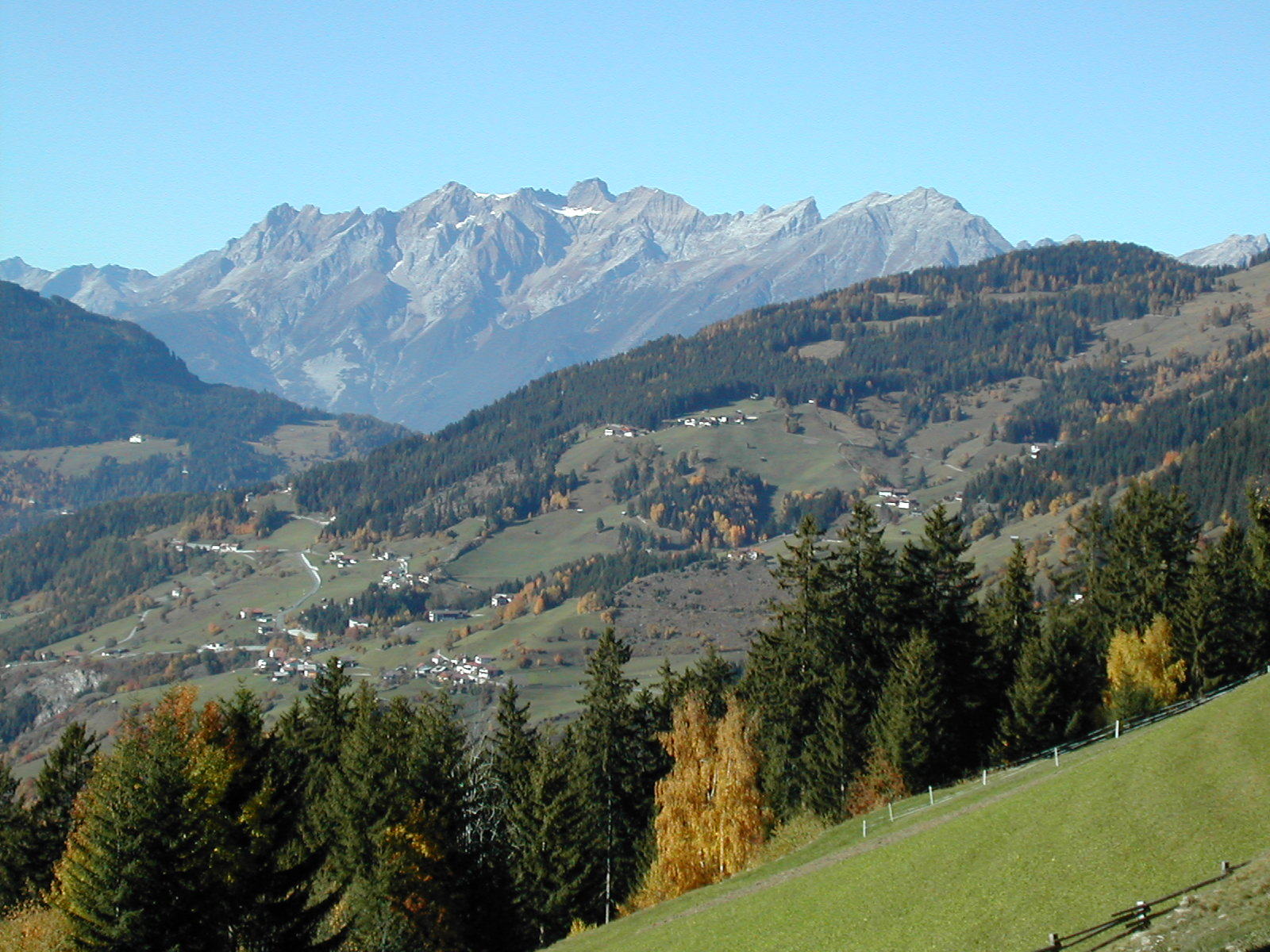
Kaunerberg, a Lechtalské Alpy

Lechtalské Alpy jsou pohořím v západním Rakousku ve spolkových zemích Tyrolsko a Vorarlbersko. Díky svému nejvyššímu vrcholu Parseierspitze (3 036 m), který je jedinou třítisícovkou Severních vápencových Alp, jsou Lechtalské Alpy nejvyšším pohořím tohoto horského systému. Příroda je zde jen minimálně poznamenaná člověkem. Nejsou zde gigantická lyžařská střediska, množství vleků a lanovek, obří horské hotely apod. Lechtalské Alpy vynikají hlubokými dolinami a strmými, působivě formovanými štíty, mnohdy porostlými travou do značné výšky. Následkem toho se zde neprodukuje zemědělství v takové míře jako je tomu v jiných regionech Alp. V údolí Lechtal se nachází přírodní park Naturpark Tiroler Lech.

## Poloha
Lechtalské Alpy jsou od severu odděleny od Algavských Alp 50 km dlouhým údolím Lechtal. Tok potoka Zürs a důležité silniční sedlo Arlbergpass (1793 m) ohraničují pohoří od západu. Jižní hranice je vymezena říčkou Rosanna a veletokem Inn. Na východě a severovýchodě by se dala hranice vytyčit spojnicí měst Reutte - Ehrwald - Nassareith.

## Geologie
Základním stavebním kamenem je dolomit, a tak se zde najde mnoho typických jevů jako propasti, soutěsky atd. Geologicky zde můžete najít celou řadu různých druhů skalních masivů. Vrcholy jsou většinou tvořené křehkým dolomitem. Několik druhů (vysoké kvality) vápence tvoří menší množství dalších hřebenů či vrcholů. V některých částech pohoří se dají dokonce nalézt i jíl, pískovec či vyvřeliny.

## Členění
Nejzápadnějším masivem pohoří je osamocená skupina Valluga, vypínající se nad známým horským střediskem Sankt Anton am Arlberg. Až po sedlo Hahntennjoch běží severovýchodním směrem hlavní hřeben Hauptkamm, který se dělí na mnoho jednotlivých skupin (většinou vrcholy s blízkým okolím). Uprostřed tohoto hřebene leží nejvyšší vrchol Parseierspitze. Za sedlem Hahtennjoch leží pár menších horských celků - např. Heiterwand, Fellerschein a další.

### Vrcholy
V Lechtalských Alpách se nachází na 40 vrcholů vyšších 2 700 m.
| - Parseierspitze (3 036 m) - Dawinkopf (2 970 m) - Südlicher Schwarzer Kopf (2 949 m) - Gatschkopf (2 947 m) - Bocksgartenspitze (2 939 m) - Holzgauer Wetterspitze (2 898 m) - Oberer Bocksgartenkopf (2 888 m) - Vorderseespitze (2 888 m) - Freispitze (2 887 m) - Eisenspitze (2 859 m) - Feuerspitze (2 851 m) - Große Schlenkerspitze (2 831 m) - Valluga (2 808 m) | - Muttekopf (2 777 m) - Stanskogel (2 757 m ) - Leiterspitze (2 752 m) - Roggspitze (2 747 m) - Dremelspitze (2 741 m) - Heiterwand (2 642 m) - Namloser Wetterspitze (2 554 m) - Loreakopf (2 471 m) - Gartnerwand (2 376 m) - Knittelkarspitze (2 376 m) - Thaneller (2 340 m) - Grubigstein (2 283 m) - Galzig (2 184 m) |  |

## Turismus

### Chaty
V Lechtalských Alpách převažují chaty ve vlastnictví horského spolku Alpenverein (rakouské a německé sekce):
| - Anhalter Hütte (u sedla Hahntennjoch) - Ansbacher Hütte (u Flirsch) - Augsburger Biwakschachtel (na vysokohorské cestě Augsburger Höhenweg) - Augsburger Hütte (u města Grins) - Edelweißhaus (u města Steeg) - Hanauer Hütte (u města Boden) - Heiterwandhütte (u města Imst) - Kaiserjochhaus (u města Pettneu am Arlberg) - Leutkircher Hütte (u města St. Jakob) - Loreahütte (u sedla Fernpass) | - Memminger Hütte (u města Bach) - Muttekopfhütte (u města Imst) - Reuttener Hütte (u města Rinnen) - Simmshütte (u města Stockach) - Steinseehütte (u města Zams) - Stuttgarter Hütte (u města Zürs) - Ulmer Hütte (u města St. Christoph) - Wolfratshauser Hütte (u města Lermoos) - Württemberger Haus (u města Zams) - Augsburger Biwak (2 604 m, bivak) |  |

Horské chaty jsou obvykle otevřeny od začátku července doprostřed září. Většina chat poskytuje také ubytování. Je vhodné se před návštěvou chaty, kde počítáme s noclehem, informovat o plnosti a objednat se.

## Cesty
- Evropský dálkový chodník E5 prochází Lechtalskými Alpami přibližně v jejich středu, ve směru od severu k jihu. Do Algavských Alp přechází tato dálková cesta u obce Holzgau im Lechtal. V drtivé většině začínají přístupy k cestě E5 z údolí Lechtal. Dále potom pokračuje po hlavním hřebeni Hauptkamm. Maximální výška cesty E5 v Lechtálských Alpách je 2 599 m.
- Severoalpská vysokohorská stezka - chodník 01 (Kalkalpenweg) prochází Lechtalskými Alpami po celé jejich délce od východu na západ. V pohoří je identický s místní trasou Lechtaler Hohenweg jinak zvané E4 (evropská varianta).
- Cesty Augsburger Höhenweg a Spiehlerweg jsou náročnější, místy zajištěné vysokohorské cesty. Obě tvoří varianta výše popsané cesty Kalkalpenweg mezi chatami Memminger Hütte a Ansbacher Hütte v masivu nejvyššího vrcholu Parseierspitze.

## Sídla

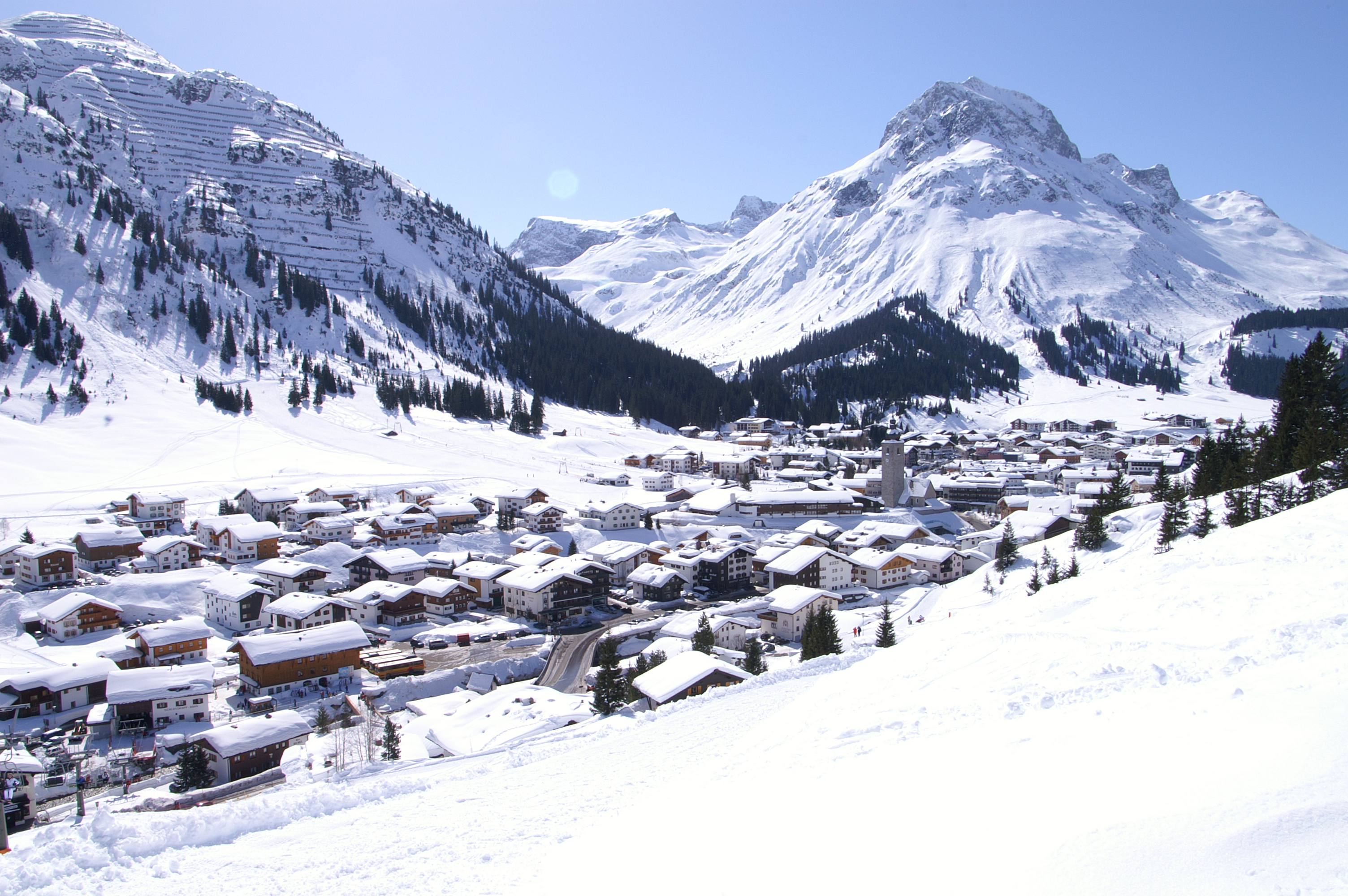
Lech am Arlberg

- Imst
- Lech am Arlberg
- Reutte
- Sankt Anton am Arlberg
- Zams